# Hide your face
Hide your face är ett album av Hideto Matsumoto som gjordes 1994.
1. PSYCHOMMUNITY
2. DICE
3. SCANNER
4. EYES LOVE YOU (T.T VERSION)
5. D.O.D (DRINK OR DIE)
6. CRIME OF BREEN St.
7. DOUBT (REMIX VERSION)
8. A STORY
9. FROZEN BUG '93 (DIGGERS VERSION)
10. T.T. GROOVE
11. BLUE SKY COMPLEX
12. OBLAAT (REMIX VERSION)
13. TELL ME
14. HONEY BLADE
15. 50% & 50% (CRYSTAL LAKE VERSION)
16. PSYCHOMMUNITY EXIT